# Коранська Страна
45°19′ пн. ш. 15°29′ сх. д. / 45.31° пн. ш. 15.49° сх. д.
Коранська Страна (хорв. Koranska Strana) — населений пункт у Хорватії, у Карловацькій жупанії у складі громади Барилович.

## Населення
Населення за даними перепису 2011 року становило 11 осіб.
Динаміка чисельності населення поселення: